# Los Pintín al rescate
Los Pintín al rescate es una película de animación de Argentina filmada en colores dirigida por Franco Bíttolo sobre el guion de Martín Taskar, Pablo Lago y Marcos Carnevale que se estrenó el 13 de julio de 2000.

## Sinopsis
Luna es secuestrada por un barco pesquero y su familia trata de rescatarla de la lejana isla de un hombre malvado.

## Actores de voz
- Rosario Sánchez Almada... Ada Pintín/Luna Pintín/Ito Pintín/Mamá de Ada
- Adolfo Stambulsky...	Bepo Pintín/Fierro Pintín/Papá de Ada
- Guillermo Gravino... Guibor
- Arturo Maly... Jorba Tarjat
- Alfredo Casero... Cacho
- Diego Peretti...	Tacho
- Queco Yerve... Tuco/Ratón
- Luis Albornoz... Chubers
- Susana Sisto... Fitush/Elefanta
- Coco Silly... Hipopótamo/Tiburón
- Claudia Beiguel... Sra. Bijou

## Comentarios
Clarín dijo:

«…personajes popularizados en la televisión, con algún despliegue en las secuencias realizadas sobre escenarios 3D…El dibujo mantiene la estética de la mayoría de los dibujos nacionales desde los 60, de animalitos de grandes ojos y actitudes antropomórficas….El mensaje ecologista, políticamente correcto pero sin ir más allá del lugar común…poco para justificar el salto de los micros televisivos a los 80 de proyección en la sala de cine.»

Pedro B. Rey en La Nación escribió:

”Los realizadores…lograron imprimirle una considerable dosis de gracia, mediante una equilibrada receta que combina acción y humor, solvencia técnica y algunos güiños que evitarán las quejas incluso del más estoico de los padres…A nivel narrativo además de su evidente agilidad, una de las mayores virtudes del film es su variada galería de personajes.”

Diego Iturburu en el sitio web Filmonline.com.ar opinó:

”…todo está mal, absolutamente todo: idea, guion, intérpretes (voces y animación), música. Todo.”